# リー・ロイー・マーフィー
リー・ロイー・マーフィー（Lee Roy Murphy、1958年7月16日 - ）は、アメリカ合衆国の男性プロボクサー。イリノイ州シカゴ出身。元IBF世界クルーザー級王者。

## 来歴
1980年11月13日、プロデビューを果たし2回1分22秒KO勝ちで白星でデビューを飾った。
1983年8月7日、イビィ・ブラウンと対戦し初回KO勝ち。
1984年10月6日、IBF世界クルーザー級王者マービン・カメルと対戦し14回終了時棄権で王座獲得に成功した。
1984年12月20日、エディー・テイラーと対戦し12回1分37秒TKO勝ちで初防衛に成功した。
1985年10月19日、チサンダ・ムッチとモンテカルロで対戦。激しい激闘になり12回1分53秒逆転KO勝ちで2度目の防衛に成功した。
1986年4月19日、サンシーロのサンシーロ・カジノでドージィー・ガイモンと対戦し9回2分31秒KO勝ちで3度目の防衛に成功した。
1986年10月25日、シチリアのプラッゾ・デッロ・スポットでリッキー・パーキーと対戦し10回2分56秒TKO負けでキャリア初黒星を喫し4度目の防衛に失敗し王座から陥落した。
1987年8月15日、元WBA世界クルーザー級王者ドワイト・ムハマド・カウィと対戦し6回1分30秒TKO負け。
1989年6月26日、イリノイ州ヘビー級王者で元WBC世界クルーザー級王者アルフォンソ・ラトリフと対戦し引導を渡す4回KO勝ちで王座獲得に成功した。
1991年3月2日、IBFインターコンチネンタルヘビー級王座決定戦をマイク・エバンスと対戦し12回0-3(2者が112-117、111-117)の判定負けで王座獲得に失敗した。
1998年8月7日、キムエル・オドゥムと対戦し6回判定勝ちを最後に現役を引退した。

## 獲得タイトル
- 第2代IBF世界クルーザー級王座(防衛3)
- イリノイ州ヘビー級王座